# HD36606
HD36606 — хімічно пекулярною зорею спектрального класу
A3 й має видиму зоряну величину в смузі V приблизно 8,7.